# Eddie Keizan
Edward Keizan (12 de setembro de 1944 – 21 de maio de 2016) foi um automobilista sul-africano que participou dos Grandes Prêmios da África do Sul de Fórmula 1 de: 1973, 1974 e 1975. 
Eddie Keizan faleceu em 21 de maio de 2016, aos 71 anos.